# ダウ・ジョーンズ米国不動産指数
ダウ・ジョーンズ米国不動産指数（ダウ・ジョーンズべいこくふどうさんしすう、英: Dow Jones U.S. Real Estate Index）は、S&P ダウ・ジョーンズ・インデックスが算出・公表しているアメリカ合衆国のREIT（不動産投資信託）および不動産関連株式銘柄の不動産指数である。構成比の9割以上がREITであり、ほぼREIT指数である。

## ETF・先物
| コード                               | レバレッジ | 年率  |
| ------------------------------------ | ---------- | ----- |
| IYR                                  | 1倍        | 6.25% |
| URE                                  | 2倍        | 5.04% |
| 2024年末現在。米ドル建て、配当込み。 |            |       |

ニューヨーク証券取引所には下記ETFが上場している。
- iShares U.S. Real Estate ETF (NYSE Arca: IYR)
- ProShares Short Real Estate (NYSE Arca: REK)
- ProShares Ultra Real Estate (NYSE Arca: URE)
- ProShares UltraShort Real Estate (NYSE Arca: SRS)

先物はシカゴ商品取引所に上場している。取引単位は指数×$100、呼値の単位は0.1ポイント。